# Musikjahr 1966
Liste der Musikjahre

◄◄ | ◄ | 1962 | 1963 | 1964 | 1965 | Musikjahr 1966 | 1967 | 1968 | 1969 | 1970 | ► | ►►

Weitere Ereignisse · Country-Musik
Dieser Artikel behandelt das Musikjahr 1966.

## Ereignisse

### Populäre Musik und Jazz
- 04. März: Der Musiker John Lennon gibt dem Londoner Evening Standard ein Interview, in dem er unter anderem in Bezug auf die Beatles behauptet: „We’re more popular than Jesus now“. Die Äußerung führt in den USA zu heftigen Reaktionen. Radiostationen boykottieren Beatles-Lieder.
- 16. Mai: Bob Dylans Blonde on Blonde, das als erstes Doppelalbum der Rockgeschichte gilt, erscheint.
- 17. Mai: Bob Dylan und die Hawks (später The Band) treten in der Free Trade Hall in Manchester, England, auf. Dylan wird vom Publikum ausgebuht, weil er sich entschieden hat, mit einer Elektroband auf Tour zu gehen. Die Buhrufe gipfelten in dem berühmten „Judas“-Ruf. Das Konzert ist auf dem Album The Bootleg Series Vol. 4 Bob Dylan Live 1966 The “Royal Albert Hall” Concert zu hören.
- 01. Juni: Bei einer Aufnahmesession in den Abbey Road Studios in London spielen The Beatles zahlreiche Effekte für den am 26. Mai aufgenommenen Song Yellow Submarine ein. Unterstützt werden sie dabei unter anderem von Marianne Faithfull, Donovan und Brian Jones.
- 24. Juni: Die Beatles beginnen ihre Deutschlandtournee.
- 31. Juli: Die „Supergroup“ Cream, ein Trio bestehend aus Eric Clapton (Gitarre), Ginger Baker (Schlagzeug) und Jack Bruce (Bass, Gesang), gibt ihr erstes offizielles Konzert beim Windsor (UK) Jazz & Blues Festival.
- 05. August: Revolver, das siebente Album der Beatles, erscheint.
- 29. August: Die Beatles geben in San Francisco im Candlestick Park Stadion ihr letztes gemeinsames öffentliches Konzert (das letzte legendäre Konzert auf dem Dach der Apple-Studios am 30. Januar 1969 nicht mitgerechnet).
- 24. November: Die Beatles beginnen mit den Aufnahmen für ihr Sgt.-Pepper’s-Lonely-Hearts-Club-Band-Album in den Abbey Road Studios in London.

### Klassische Musik und Musiktheater
- 29. Januar: Am Palace Theatre in New York City erfolgt die Uraufführung des Musicals Sweet Charity von Cy Coleman und Neil Simon.
- 02. Juni: Uraufführung der scherzhaften Oper Siebzehn Tage und vier Minuten von Werner Egk am Staatstheater Stuttgart.
- 06. August: Die Oper Die Bassariden von Hans Werner Henze wird bei den Salzburger Festspielen uraufgeführt.
- 08. September: Die Uraufführung der Oper Hero und Leander von Günter Bialas findet im Nationaltheater Mannheim statt.
- 15. November: Die Uraufführung der Oper Puntila von Paul Dessau findet an der Deutschen Staatsoper Berlin statt.
- 20. November: Das Musical Cabaret von John Kander und Fred Ebb erlebt am Broadhurst Theatre am New Yorker Broadway seine Premiere.

### Film und Fernsehen
- 15. Januar: Heinz Schenk und Lia Wöhr agieren erstmals als Gastgeber in der Unterhaltungsshow Zum Blauen Bock, die zuvor Otto Höpfner den Fernsehzuschauern präsentiert hat.
- Stop the World: I Want to Get Off – britischer Musicalfilm von Philip Saville mit Tony Tanner, Millicent Martin, Leila Croft und Valerie Croft in den Hauptrollen

## Musikcharts

### Deutschland
| Position | Singles                                        |
| -------- | ---------------------------------------------- |
|          |                                                |
| 1        | Strangers in the Night Frank Sinatra           |
| 2        | Hundert Mann und ein Befehl Freddy Quinn       |
| 3        | These Boots Are Made for Walkin’ Nancy Sinatra |
| 4        | Monday, Monday The Mamas and the Papas         |
| 5        | Yesterday Man Chris Andrews                    |
| 6        | Barbara Ann The Beach Boys                     |
| 7        | Michelle The Beatles                           |
| 8        | Leg Dein Herz in meine Hände Roy Black         |
| 9        | Sloop John B The Beach Boys                    |
| 10       | Ganz in Weiß Roy Black                         |

Die längsten Nummer-eins-Singles
Lieder, die die meiste Zeit während eines anderen Jahres auf Platz 1 der Charts verbrachten, werden hier nicht aufgeführt.
1. Frank Sinatra – Strangers in the Night; Dave Dee, Dozy, Beaky, Mick & Tich – Bend It (jeweils 2 Monate)
2. Chris Andrews – Yesterday Man; Nancy Sinatra – These Boots Are Made for Walkin’ (jeweils 1½ Monate)

Alle weiteren Lieder waren einen halben oder einen Monat auf Platz 1 gelistet.
Die längsten Nummer-eins-Alben
Alben, die die meiste Zeit während eines anderen Jahres auf Platz 1 der Charts verbrachten, werden hier nicht aufgeführt.
1. The Beatles – Rubber Soul (4 Monate)
2. The Rolling Stones – Aftermath; The Beatles – Revolver (jeweils 2 Monate)
3. Esther & Abi Ofarim – Das neue Esther & Abi Ofarim Album (1½ Monate)

Alle Nummer-eins-Hits und die Hits des Jahres

### Österreich
| Position | Singles                                        |
| -------- | ---------------------------------------------- |
|          |                                                |
| 1        | Strangers in the Night Frank Sinatra           |
| 2        | Ganz in Weiß Roy Black                         |
| 3        | Yesterday Man Chris Andrews                    |
| 4        | Sloop John B The Beach Boys                    |
| 5        | Barbara Ann The Beach Boys                     |
| 6        | These Boots Are Made for Walkin’ Nancy Sinatra |
| 7        | Monday, Monday The Mamas and the Papas         |
| 8        | Yellow Submarine The Beatles                   |
| 9        | Hundert Mann und ein Befehl Freddy             |
| 10       | Paint It, Black The Rolling Stones             |

Die längsten Nummer-eins-Singles
Lieder, die die meiste Zeit während eines anderen Jahres auf Platz 1 der Charts verbrachten, werden hier nicht aufgeführt.
1. Frank Sinatra – Strangers in the Night (13 Wochen)
2. Nancy Sinatra – These Boots Are Made for Walkin’ (9 Wochen)
3. Drafi Deutscher and His Magics – Marmor, Stein und Eisen bricht; The Beach Boys – Sloop John B (jeweils 5 Wochen)

Alle Nummer-eins-Hits und die Hits des Jahres

### Vereinigtes Königreich
| Singles                                        | Position | Alben                                        |
| ---------------------------------------------- | -------- | -------------------------------------------- |
|                                                |          |                                              |
| Distant Drums Jim Reeves                       | 1        | The Sound of Music (Soundtrack)              |
| Strangers in the Night Frank Sinatra           | 2        | Revolver The Beatles                         |
| Spanish Flea Herb Alpert                       | 3        | Rubber Soul The Beatles                      |
| Hold Tight Dave Dee, Dozy, Beaky, Mick & Tich  | 4        | Aftermath The Rolling Stones                 |
| Sloop John B The Beach Boys                    | 5        | Pet Sounds The Beach Boys                    |
| These Boots Are Made for Walkin’ Nancy Sinatra | 6        | Going Places Herb Alpert & the Tijuana Brass |
| God Only Knows The Beach Boys                  | 7        | Best of the Beach Boys The Beach Boys        |
| Mama Dave Berry                                | 8        | Doctor Zhivago (Soundtrack)                  |
| A Groovy Kind of Love Mindbenders              | 9        | Golden Hits Dusty Springfield                |
| Sunny Afternoon The Kinks                      | 10       | Best of the Beach Boys The Beach Boys        |

Die längsten Nummer-eins-Singles
Lieder, die die meiste Zeit während eines anderen Jahres auf Platz 1 der Charts verbrachten, werden hier nicht aufgeführt.
1. Jim Reeves – Distant Drums; Tom Jones – Green, Green Grass of Home (jeweils 5 Wochen)
2. Nancy Sinatra – These Boots Are Made for Walkin’; The Walker Brothers – The Sun Ain’t Gonna Shine Anymore; The Beatles – Yellow Submarine / Eleanor Rigby (jeweils 4 Wochen)
3. The Overlanders – Michelle; Manfred Mann – Pretty Flamingo; Frank Sinatra – Strangers in the Night; The Four Tops – Reach Out I’ll Be There (jeweils 3 Wochen)

Die längsten Nummer-eins-Alben
Alben, die die meiste Zeit während eines anderen Jahres auf Platz 1 der Charts verbrachten, werden hier nicht aufgeführt.
1. (Soundtrack) – The Sound of Music (31 Wochen)
2. The Rolling Stones – Aftermath (8 Wochen)
3. The Beatles – Revolver (7 Wochen)

Alle Nummer-eins-Hits und die Hits des Jahres

### Vereinigte Staaten
Die längsten Nummer-eins-Singles
Lieder, die die meiste Zeit während eines anderen Jahres auf Platz 1 der Charts verbrachten, werden hier nicht aufgeführt.
1. Staff Sergeant Barry Sadler – The Ballad of the Green Berets (5 Wochen)
2. The Beatles – We Can Work It Out; The Righteous Brothers – (You’re My) Soul and Inspiration; The Mamas & The Papas – Monday, Monday; The Lovin’ Spoonful – Summer in the City; The Association – Cherish; The New Vaudeville Band – Winchester Cathedral (jeweils 3 Wochen)
3. The Overlanders – Michelle; Manfred Mann – Pretty Flamingo; Frank Sinatra – Strangers in the Night; The Four Tops – Reach Out I’ll Be There (jeweils 3 Wochen)

Die längsten Nummer-eins-Alben
Alben, die die meiste Zeit während eines anderen Jahres auf Platz 1 der Charts verbrachten, werden hier nicht aufgeführt.
1. Herb Alpert & The Tijuana Brass – What Now My Love (9 Wochen)
2. The Monkees – The Monkees (7 Wochen)
3. The Beatles – Rubber Soul; Herb Alpert & The Tijuana Brass – !!Going Places!!; The Beatles – Revolver (jeweils 6 Wochen)

Alle Nummer-eins-Hits und die Hits des Jahres

### Charts in weiteren Ländern
Siehe auch: Nummer-eins-Hits 1966 in  Australien, Belgien, Deutschland, Finnland, Frankreich, Irland, Italien, Kanada, Neuseeland, den Niederlanden, Norwegen, Österreich, Spanien, den Vereinigten Staaten und im Vereinigten Königreich.

## Musikpreise und Ehrungen

### Musikwettbewerbe
Eurovision Song Contest
1. Udo Jürgens: Merci, Chérie
2. Lill Lindfors & Svante Thuresson: Nygammal vals eller hip man svinaherde
3. Åse Kleveland: Intet er nytt under solen
4. Tonia: Un peu de poivre, un peu de sel
5. Dickie Rock: Come Back to Stay

## Gründungen
- Buffalo Springfield – US-amerikanisch-kanadische Folk- bzw. Country-Rockband aus Los Angeles
- Cream – britische Rockband
- I Nuovi Angeli – italienische Band
- Iron Butterfly – US-amerikanische Rockband
- Kreismusikschule Fürstenfeldbruck – öffentliche Bildungseinrichtung für musikalische Ausbildung im Landkreis Fürstenfeldbruck
- The Jimi Hendrix Experience – US-amerikanische Band mit Gitarrist Jimi Hendrix
- Slade – englische Glam-Rock- und Hard-Rock-Band

## Neuveröffentlichungen (Auswahl)

### Lieder und Kompositionen
| Lied                              | Text                                      | Musik                               | Erstinterpret       | Label                         | Veröffentlichung  | Genre                      | Album                       | Weitere Informationen                      |
| --------------------------------- | ----------------------------------------- | ----------------------------------- | ------------------- | ----------------------------- | ----------------- | -------------------------- | --------------------------- | ------------------------------------------ |
| Ain’t I Right                     | Marty Robbins                             | Marty Robbins                       | Marty Robbins       |                               | 1966              | Country                    |                             |                                            |
| Any Way the Wind Blows            | Frank Zappa                               | Frank Zappa                         | Frank Zappa         |                               | 1966              | Rock                       | Freak Out!                  |                                            |
| Auf hoher See                     | Traditional                               | Traditional                         | Freddy Quinn        | Polydor                       | 1966              | Schlager                   | Von Kontinent zu Kontinent  |                                            |
| Du allein                         | Lilibert                                  | Werner Twardy                       | Franz Beckenbauer   | Polydor                       | 7. Dezember 1966  | Schlager                   | Des Kaisers schönste Lieder |                                            |
| For What It’s Worth               | Stephen Stills                            | Stephen Stills                      | Buffalo Springfield | Atco Records                  | Dezember 1966     | Folkrock, Psychedelic Rock |                             |                                            |
| Gute Freunde kann niemand trennen | Rolf Arland, Kurt Hertha                  | Rolf Arland, Kurt Hertha            | Franz Beckenbauer   | Polydor                       | 7. Dezember 1966  | Schlager                   |                             |                                            |
| How Can We Hang On to a Dream     | Tim Hardin                                | Tim Hardin                          | Tim Hardin          | Verve Forecast Records        | Juli 1966         | Folk-Rock                  | Tim Hardin 1                |                                            |
| I Can’t Control Myself            | Reg Presley                               | Reg Presley                         | The Troggs          | Fontana Records               | September 1966    | Beatmusik, Garage Rock     | Love Is All Around          |                                            |
| Matthew & Son                     | Cat Stevens                               | Cat Stevens                         | Cat Stevens         | Deram                         | 30. Dezember 1966 | Pop                        |                             |                                            |
| Merci, Chérie                     | Udo Jürgens, Thomas Hörbiger              | Udo Jürgens                         | Udo Jürgens         | Disques Vogue                 | März 1966         | Chanson                    |                             | 1. Platz beim Eurovision Song Contest 1966 |
| Paint It Black                    | Mick Jagger, Keith Richards               | The Rolling Stones                  | The Rolling Stones  | London Records, Decca Records | 7. Mai 1966       | Rock                       | Aftermath                   |                                            |
| Reason to Believe                 |                                           |                                     |                     |                               |                   |                            |                             |                                            |
| River Deep – Mountain High        | Jeff Barry, Ellie Greenwich, Phil Spector | Ike & Tina Turner                   | Ike & Tina Turner   | Philles Records               | Mai 1966          | R&B, Soul                  | River Deep – Mountain High  |                                            |
| Sunny Afternoon                   | Ray Davies                                | The Kinks                           | The Kinks           | Pye Records                   | 3. Juni 1966      | Beatmusik, Pop             | Face to Face                |                                            |
| With a Girl Like You              | Reg Presley                               | Reg Presley                         | The Troggs          | Fontana Records               | Juli 1966         | Beatmusik, Garage Rock     | From Nowhere / Wild Thing   |                                            |
| Wouldn’t It Be Nice               | Brian Wilson, Tony Asher, Mike Love       | Brian Wilson, Tony Asher, Mike Love | The Beach Boys      | Capitol Records               | Juli 1966         | Pop                        | Pet Sounds                  |                                            |
| Yellow Submarine                  | Lennon/McCartney                          | The Beatles                         | The Beatles         | London Records, Decca Records | 5. August 1966    | Pop                        | Revolver                    |                                            |

### Alben
| Album                                              | Interpret                | Label                                | Veröffentlichung | Genre                                          | Weitere Informationen |
| -------------------------------------------------- | ------------------------ | ------------------------------------ | ---------------- | ---------------------------------------------- | --------------------- |
| A Quick One                                        | The Who                  | Reaction Records                     | 9. Dezember 1966 | Rock                                           |                       |
| Aftermath                                          | The Rolling Stones       | Decca Records                        | 15. April 1966   | Rock, Pop                                      |                       |
| As Is                                              | Manfred Mann             | Fontana Records                      | 21. Oktober 1966 | Rock, Psychedelic Rock                         |                       |
| Autumn ’66                                         | The Spencer Davis Group  | Fontana Records                      | 26. August 1966  | Rhythm and Blues, Beatmusik                    |                       |
| Big Hits (High Tide and Green Grass)               | The Rolling Stones       | London Records                       | 28. März 1966    | Rock                                           | Kompilation           |
| Blonde on Blonde                                   | Bob Dylan                | Columbia Records                     | 20. Juni 1966    | Folk-Rock                                      |                       |
| Daydream                                           | The Lovin’ Spoonful      | Kama Sutra Records                   | März 1966        | Folk-Rock                                      |                       |
| Face to Face                                       | The Kinks                | Pye Records                          | 28. Oktober 1966 | Rock                                           |                       |
| Fifth Dimension                                    | The Byrds                | Columbia Records                     | 18. Juli 1966    | Folk-Rock, Psychedelic Rock                    |                       |
| Fresh Cream                                        | Cream                    | Reaction Records                     | 9. Dezember 1966 | Bluesrock, Psychedelic Rock                    | Debütalbum            |
| Hums of the Lovin' Spoonful                        | The Lovin’ Spoonful      | Kama Sutra Records                   | November 1966    | Folk-Rock                                      |                       |
| If You Can Believe Your Eyes and Ears              | The Mamas and the Papas  | Dunhill Records                      | 28. Februar 1966 | Folk-Rock, Pop-Rock                            | Debütalbum            |
| Jefferson Airplane Takes Off                       | Jefferson Airplane       | RCA Records                          | 15. August 1966  | Folk Rock, Psychedelic Rock                    |                       |
| Parsley, Sage, Rosemary and Thyme                  | Simon & Garfunkel        | Columbia Records                     | 24. Oktober 1966 | Folk-Rock                                      |                       |
| Pretty Flamingo                                    | Manfred Mann             | United Artists Records               | 19. Juli 1966    | Rock, Psychedelic Rock                         |                       |
| Revolver                                           | The Beatles              | Parlophone, Capitol, EMI, Universal  | 28. Juli 1966    | Rock, Psychedelic Rock, Pop                    |                       |
| Roger the Engineer                                 | The Yardbirds            | Columbia Graphophone Company         | 15. Juli 1966    | Psychedelic Rock, Bluesrock                    |                       |
| Small Faces                                        | Small Faces              | Decca Records                        | 2. Mai 1966      | Psychedelic Rock, Psychedelic Pop              | Debütalbum            |
| Sounds of Silence                                  | Simon & Garfunkel        | Columbia Records                     | 17. Januar 1966  | Folk-Rock                                      |                       |
| Spicks and Specks                                  | Bee Gees                 | Spin Records                         | November 1966    | Pop                                            |                       |
| The Mamas & the Papas                              | The Mamas and the Papas  | Dunhill Records                      | 30. August 1966  | Sunshine Üop                                   |                       |
| The Monkees                                        | The Monkees              | Colgems Records                      | 10. Oktober 1966 | Pop-Rock                                       |                       |
| The Psychedelic Sounds of the 13th Floor Elevators | The 13th Floor Elevators | International Artists, Radar Records | 17. Oktober 1966 | Psychedelic Rock, Garage Rock                  | Debütalbum            |
| The Second Album                                   | The Spencer Davis Group  | Fontana Records                      | 7. Januar 1966   | Beatmusik, British Rhythm and Blues, Bluesrock |                       |
| Yesterday and Today                                | The Beatles              | Capitol Records, Universal Music     | 28. Juli 1966    | Rock                                           | Kompilation           |

## Geboren

### Januar
- 03. Januar: Nancy Ruth, kanadisch-spanische Jazzmusikerin (Gesang, Komposition)
- 04. Januar: Deana Carter, US-amerikanische Country-Sängerin
- 09. Januar: Jan Johansen, schwedischer Sänger
- 14. Januar: Marco Hietala, finnischer Bassist und Sänger
- 15. Januar: Christian Klinger, österreichischer Schriftsteller und Musiker
- 19. Januar: Richard Orlinski, französischer Sänger
- 19. Januar: Lena Philipsson, schwedische Popsängerin
- 21. Januar: Dietrich Eichmann, deutscher Komponist und Improvisationsmusiker (Piano)
- 28. Januar: Julian Argüelles, britischer Tenorsaxophonist und Komponist

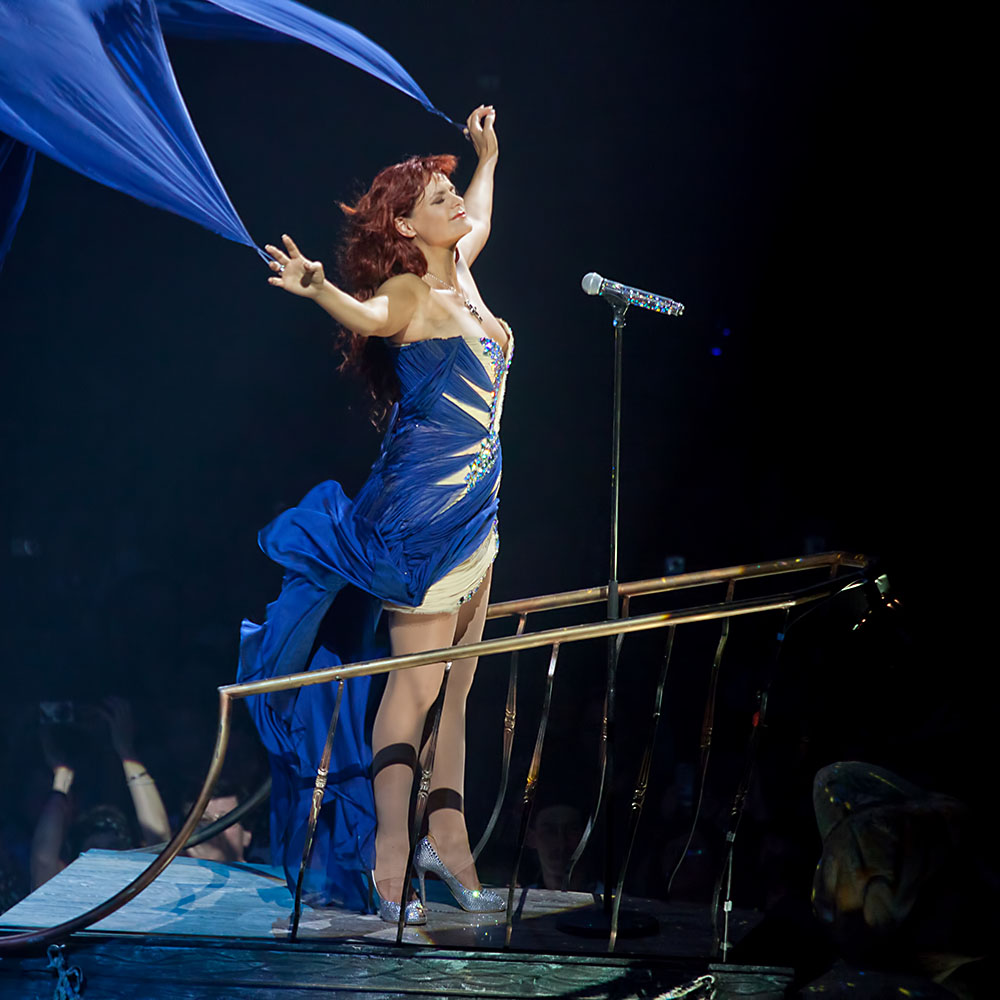
Andrea Berg; * 28. Januar

- 28. Januar: Andrea Berg, deutsche Schlagersängerin
- 30. Januar: Abraham Afewerki, eritreischer Sänger, Songwriter und Produzent († 2006)

### Februar
- 05. Februar: Soner Arıca, türkischer Popmusiker
- 06. Februar: Rick Astley, britischer Sänger
- 06. Februar: Oliver Mally, österreichischer Blues-Musiker
- 10. Februar: Renata Przemyk, polnische Liedermacherin und Sängerin
- 11. Februar: Johan Söderqvist, schwedischer Filmkomponist
- 11. Februar: Vache Sharafyan, armenischer Komponist
- 16. Februar: Monique Spartalis, dänische Sängerin
- 17. Februar: Thomas Forsberg, schwedischer Musiker († 2004)
- 20. Februar: DJ Taucher, deutscher Trance-DJ und Musikproduzent
- 28. Februar: Ed Shearmur, britischer Komponist

### März
- 02. März: Nina Morato, französische Liedermacherin
- 03. März: Tone Lōc, US-amerikanischer Hip-Hop-Musiker
- 06. März: Henning Sieverts, deutscher Jazzmusiker
- 09. März: Andrea Matthias Pagani, deutscher Schauspieler, Sänger, Musicaldarsteller
- 10. März: Edie Brickell, US-amerikanische Sängerin und Liedermacherin
- 10. März: Dave Krusen, US-amerikanischer Rockmusiker
- 13. März: Dorothy Hindman, US-amerikanische Komponistin
- 18. März: Fiorenza Cedolins, italienische Opernsängerin
- 18. März: Jerry Cantrell, US-amerikanischer Rockmusiker
- 22. März: Max Richter, britischer Komponist
- 23. März: Thorsten Wingenfelder, deutscher Gitarrist und Songschreiber
- 25. März: Jeff Healey, kanadischer Rockgitarrist, Trompeter und Sänger († 2008)

### April
- 02. April: Mara Kayser, deutsche Sängerin volkstümlicher Musik
- 05. April: Mike McCready, US-amerikanischer Musiker
- 11. April: Lisa Stansfield, britische Sängerin und Schauspielerin
- 12. April: Nils-Olav Johansen, norwegischer Jazzgitarrist und -sänger
- 13. April: Mando, griechische Popsängerin

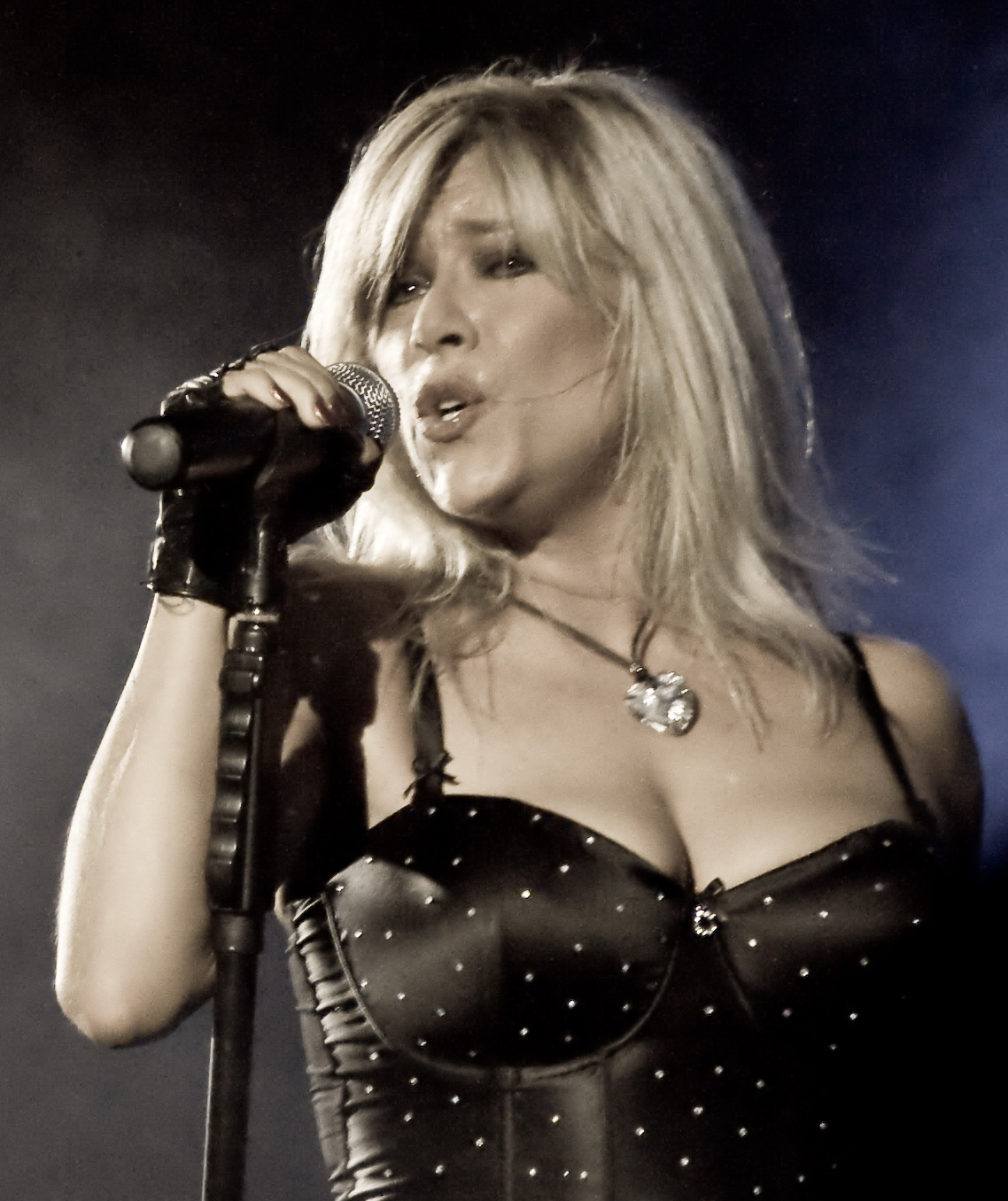
Samantha Fox; * 15. April

- 15. April: Samantha Fox, britische Sängerin und Fotomodell
- 18. April: Lidia Borda, argentinische Tangosängerin
- 19. April: Benoît David, kanadischer Sänger
- 19. April: Julia Neigel, deutsche Musikerin und Sängerin
- 20. April: Michaela Christ, deutsche Sängerin
- 22. April: Edi Köhldorfer, österreichischer Gitarrist, Komponist, Arrangeur und Buchautor
- 24. April: David Usher, kanadischer Rocksänger und Songschreiber
- 30. April: Jens Streifling, deutscher Musiker

### Mai
- 02. Mai: Iulia Cibișescu-Duran, rumänische Komponistin
- 07. Mai: Dafna Dekel, israelische Sängerin und Schauspielerin
- 09. Mai: DJ Magic Mike, US-amerikanischer Musikproduzent
- 12. Mai: Bebel Gilberto, brasilianische Sängerin und Liedermacherin
- 14. Mai: Fab Morvan, französischer Sänger
- 14. Mai: Michael „Mike“ Inez, US-amerikanischer Musiker
- 14. Mai: Raphael Saadiq, US-amerikanischer Musiker, Sänger und Komponist
- 16. Mai: Janet Jackson, US-amerikanische Sängerin
- 20. Mai: Dora, portugiesische Sängerin
- 20. Mai: Petra Scheeser, deutsche Popsängerin, Songwriterin und Gesangslehrerin
- 22. Mai: Johnny Gill, US-amerikanischer R&B-Sänger
- 22. Mai: Kenny Hickey, US-amerikanischer Metal-Gitarrist
- 26. Mai: Maria Bonzanigo, Schweizer Tänzerin, Bewegungspädagogin, Komponistin, Choreographin
- 28. Mai: Sina, Schweizer Mundart-Rocksängerin
- 30. Mai: Stephen Malkmus, US-amerikanischer Musiker

### Juni
- 02. Juni: Tricia Woods, US-amerikanische Jazz- und Bluesmusikerin (Piano, Komposition) († 2011)
- 03. Juni: Wumpscut, deutscher Disc Jockey und Industrial-Musiker
- 04. Juni: Petros Ovsepyan, armenischer Komponist klassischer Musik
- 05. Juni: Sebastian Krumbiegel, deutscher Sänger und Musiker
- 06. Juni: André Parker, deutscher Musiker
- 06. Juni: Thomas Doss, österreichischer Komponist und Dirigent
- 07. Juni: Eric Kretz, US-amerikanischer Musiker
- 08. Juni: John Rae, britisch-neuseeländischer Jazzmusiker (Schlagzeug, Komposition)
- 09. Juni: Chichi Peralta, dominikanischer Merenguemusiker, Perkussionist und Komponist
- 11. Juni: Dragomir Josifow, bulgarischer Komponist, Dirigent und Pianist
- 19. Juni: Karina Kim, deutsche Schlagersängerin
- 20. Juni: Kenny Lübcke, dänischer Sänger
- 21. Juni: Nucha, portugiesische Pop-Rock-Sängerin
- 29. Juni: Jürgen Reil, deutscher Schlagzeuger und Sänger

### Juli
- 02. Juli: Barbara Schenker, deutsche Rock-Keyboarderin und Songwriterin († 2023)
- 09. Juli: Eric Melvin, Musiker in der Band NOFX
- 12. Juli: Stefan Sevenich, deutscher Opernsänger (Bass-Bariton)
- 13. Juli: Sebastian Gramss, deutscher Kontrabassist, Cellist und Komponist
- 14. Juli: Tanya Donelly, US-amerikanische Sängerin und Gitarristin
- 19. Juli: Amila Glamočak, bosnische Popsängerin
- 20. Juli: Thomas Borchert, deutscher Musiker und Musical-Schauspieler
- 23. Juli: Cheb Bilal, algerischer Raïsänger
- 29. Juli: Martina McBride, US-amerikanische Country-Sängerin

### August
- 05. August: Markus Pytlik, deutscher Komponist und Pädagoge
- 07. August: Markus H. Eberhard, deutscher Schauspieler und Sänger
- 07. August: Kristin Hersh, US-amerikanische Sängerin, Gitarristin und Songwriter
- 10. August: Hansi Kürsch, deutscher Sänger der Metal-Band Blind Guardian
- 11. August: Juan María Solare, argentinischer Pianist und Komponist
- 19. August: Lee Ann Womack, US-amerikanische Country-Sängerin
- 21. August: Ariane Jacobi, deutsche Jazzsängerin und Fernsehmoderatorin
- 22. August: GZA, US-amerikanischer Rap-Musiker und Mitglied des Wu-Tang Clans
- 26. August: Dan Vickrey, US-amerikanischer Musiker

### September
- 01. September: Douglas McCarthy, britischer Sänger († 2025)
- 01. September: Parashqevi Simaku, albanische Sängerin
- 04. September: Wolfgang Lenk, deutscher Musiker und Musikproduzent
- 05. September: Orlando Valle, kubanischer Flötist, Komponist, Arrangeur und Bandleader
- 07. September: David Moufang, bekannt als Move D, deutscher Musiker und Komponist
- 08. September: Carola Häggkvist, schwedische Sängerin
- 09. September: Sarah Bray, luxemburgische Sängerin
- 09. September: Tommy Guerrero, US-amerikanischer Songwriter und Gitarrist
- 09. September: Adam Sandler, US-amerikanischer Schauspieler, Produzent, Komponist
- 10. September: Stojan Jankulow, bulgarischer Drummer und Perkussionist
- 12. September: Ben Folds, US-amerikanischer Sänger und Pianist
- 23. September: Linda Feller, deutsche Country- und Schlager-Sängerin
- 27. September: Jovanotti, italienischer Sänger, Rapper

### Oktober
- 01. Oktober: Nina, spanische Sängerin und Musicaldarstellerin
- 02. Oktober: Mousse T., DJ, Musikproduzent
- 07. Oktober: Marco Beltrami, US-amerikanischer Komponist
- 08. Oktober: Philipp Adlung, deutscher Musikwissenschaftler, Jurist und Musikmanager
- 12. Oktober: Brian Kennedy, nordirischer Sänger
- 15. Oktober: Eric Benét, US-amerikanischer Rhythm-and-Blues-Sänger
- 15. Oktober: Ingeborg Sergeant, belgische Sängerin, Songschreiberin, Kabarettistin und Fernsehmoderatorin
- 18. Oktober: Bill Stewart, US-amerikanischer Jazzschlagzeuger
- 18. Oktober: Slawi Trifonow, bulgarischer Musiker und Politiker
- 20. Oktober: Stefan Raab, deutscher Entertainer, Fernseh- und Musikproduzent, Komponist, Musiker, Moderator, Komiker und Unternehmer
- 23. Oktober: Marianne Cathomen, Schweizer Sängerin
- 26. Oktober: Lambert Ringlage, deutscher Komponist und Musiker

### November
- 02. November: Nicki, deutsche Schlagersängerin
- 08. November: Nové Deypalan, philippinischer Dirigent und Komponist
- 09. November: Ingo Ludwig Frenzel, deutscher Filmkomponist
- 16. November: Joey Cape, US-amerikanischer Sänger und Gitarrist
- 16. November: Christian Lorenz, deutscher Musiker und Keyboarder
- 17. November: Jeff Buckley, US-amerikanischer Sänger und Gitarrist († 1997)
- 18. November: Marusha, deutsch-griechische DJ
- 23. November: Jeppe Kaas, dänischer Komponist und Schauspieler
- 23. November: Patrick Mameli, niederländischer Musiker
- 27. November: Valentina Sandu-Dediu, rumänische Musikwissenschaftlerin
- 27. November: Mark Spoon, deutscher Musikproduzent und DJ († 2006)

### Dezember
- 04. Dezember: Frederick R. Armisen, US-amerikanischer Schauspieler, Komiker und Musiker
- 04. Dezember: Schäfer Heinrich, deutscher Landwirt und Schlagersänger
- 05. Dezember: Patricia Kaas, französische Sängerin und Schauspielerin
- 05. Dezember: Patrick Ouchène, belgischer Sänger
- 05. Dezember: Demet Sağıroğlu, türkische Popmusikerin
- 06. Dezember: Celina Muza, polnische Sängerin und Schauspielerin
- 07. Dezember: Gem Archer, britischer Musiker
- 08. Dezember: Sinéad O’Connor, irische Musikerin und Sängerin († 2023)
- 18. Dezember: Tracy Byrd, US-amerikanischer Country-Sänger
- 18. November: Mariëlle Koeman, niederländische Jazz- und Weltmusiksängerin
- 21. Dezember: Kiefer Sutherland, kanadischer Schauspieler und Musiker
- 23. Dezember: Badi Assad, brasilianische Sängerin, Gitarristin und Komponistin
- 25. Dezember: Jesús Jet Turiño, schweizerisch-spanischer Musiker
- 26. Dezember: Jay Farrar, US-amerikanischer Songwriter
- 28. Dezember: Kaliopi, nordmazedonische Rock- und Popsängerin

### Genaues Geburtsdatum unbekannt
- Peter Aderhold, deutscher Komponist und Dirigent
- Dave Angel, britischer Techno-Musiker, DJ und Labelbetreiber
- Roland Armstrong, britischer Musikproduzent
- Burkhard Bauche, deutscher Pianist, Dirigent, Entertainer, Musiker und Dozent
- Jörg Faßmann, deutscher Geiger und Hochschullehrer für Musik
- Matthew „McCall“ Freeman, US-amerikanischer Musiker
- Ulrich Herkenhoff, deutscher Komponist und Panflötisten
- Carl Ludwig Hübsch, deutscher Jazz- und Improvisationsmusiker
- Jakob Keusen deutscher Musiker und Schlagzeuger († 1989)
- Jens Kommnick, deutscher Musiker, Komponist und Arrangeur
- Andreas Kröper, deutscher Musikwissenschaftler, Regisseur, Dirigent und Flötist
- Karl-Bernhardin Kropf, österreichischer Organist und Kirchenmusiker
- Heiko Lippmann, deutscher Musiker, Dirigent, Komponist und Arrangeur
- Stephan Meier, deutscher Schlagzeuger, Dirigent und Komponist
- Babette Mondry, deutsche Organistin
- Adam del Monte, spanischer klassischer und Flamencogitarrist, Komponist und Musikpädagoge
- Michael Pattmann, deutscher Schlagzeuger und Musikpädagoge
- Rainer Quade, deutscher Komponist, Arrangeur, Orchestrator und Dirigent
- Ulrich Reuter, deutscher Filmmusikkomponist
- Linda Ruesink, US-amerikanische Komponistin und Musikpädagogin
- Anne Schumann, deutsche Geigerin und Dozentin der Barockmusik
- Yurdal Tokcan, türkischer Oudspieler, Musikpädagoge und Komponist
- Bernd Wilden, deutscher Komponist, Arrangeur und Dirigent

### Geboren um 1966
- George Pancras, niederländischer Jazzmusiker (Trompete, Komposition)

## Gestorben

### Januar
- 04. Januar: Cecil Copping, US-amerikanischer Filmkomponist (* 1888)
- 09. Januar: Haro Stepanjan, armenischer Komponist (* 1897)
- 22. Januar: Pierre Mercure, kanadischer Komponist und Fernsehproduzent (* 1927)
- 24. Februar: Victor Küzdő, ungarisch-amerikanischer Violinist, Komponist und Musikpädagoge (* 1859)

### Februar
- 14. Februar: Alfred Strauß, österreichischer Sänger und Gesangspädagoge (* 1894)
- 18. Februar: Casimir von Pászthory, österreichischer Komponist (* 1886)
- 24. Februar: Victor Küzdő, ungarisch-amerikanischer Violinist, Komponist und Musikpädagoge (* 1859)
- 24. Februar: Ernst Nadherny, österreichischer Schauspieler und Sänger (* 1885)

### März
- 04. März: Jānis Mediņš, lettischer Komponist (* 1890)
- 06. März: Frederick Chubb, kanadischer Organist, Chorleiter, Musikpädagoge und Komponist (* 1885)
- 09. März: Henry Stuckey, US-amerikanischer Bluesmusiker (* 1898 oder 1896)
- 10. März: Helene Merviola, österreichische Operettensängerin (Sopran) (* 1883)
- 17. März: Walter Lang, Schweizer Komponist, Pianist und Musikpädagoge (* 1896)
- 29. März: William McKinley Gillum, US-amerikanischer Blues- und Hokum-Musiker (* 1904)

### April
- 05. April: Karl Pistorius, Opernsänger (* 1898)
- 05. April: Peter Rohland, deutscher Liedermacher und Sänger (* 1933)
- 19. April: Ernst Sigg, Schweizer Kirchenmusiker und Gymnasiallehrer (* 1892)
- 19. April: Javier Solís, mexikanischer Sänger (* 1931)

### Mai
- 09. Mai: Alfred Mendelsohn, rumänischer Komponist (* 1910)
- 13. Mai: Henrik Adam Due, norwegischer Geiger und Musikpädagoge (* 1891)
- 25. Mai: Ricardo Castillo, guatemaltekischer Komponist (* 1894)

### Juni
- 03. Juni: Rudolf Ritter, österreichischer Opernsänger (Tenor) und Gesangspädagoge (* 1878)
- 12. Juni: Aimé Steck, französischer Komponist (* 1892)

### Juli
- 03. Juli: André Gailhard, französischer Komponist (* 1885)
- 06. Juli: Frank Patterson, US-amerikanischer Komponist (* 1871)
- 09. Juli: Walter Gerwig, deutscher Musiker (* 1899)
- 24. Juli: Carl McKinley, US-amerikanischer Komponist (* 1895)
- 31. Juli: Kai Senstius, dänischer Komponist (* 1889)

### August
- 03. August: Tristan Klingsor, französischer Schriftsteller, Maler, Komponist und Musikkritiker (* 1874)
- 04. August: Kurt Roger, österreichischer Komponist und Musikwissenschaftler (* 1895)
- 09. August: Herbert Berliner, kanadischer Musikproduzent und Erfinder (* 1882)
- 11. August: Joshua Barnes Howell, US-amerikanischer Blues-Gitarrist, Sänger und Songschreiber (* 1888)
- 11. August: Felix Hupka, österreichischer Pianist, Dirigent, Komponist und Musikpädagoge (* 1896)
- 22. August: Apolinary Szeluto, polnischer Komponist (* 1884)
- 29. August: Flore Revalles, schweizerische Sängerin, Tänzerin und Schauspielerin (* 1889)

### September
- 06. September: Margaret Sanger, US-amerikanische Frauenrechtlerin (* 1879)
- 15. September: Fernand Lamy, französischer Dirigent, Komponist und Musikpädagoge (* 1881)
- 17. September: Fritz Wunderlich, deutscher Sänger (* 1930)
- 18. September: Will Shade, US-amerikanischer Jug-Band-Musiker (* 1898)
- 18. September: Jenő Vécsey, ungarischer Komponist (* 1909)
- 29. September: Karl Magnus Klier, österreichischer Volksmusikforscher und -sammler (* 1892)

### Oktober
- 03. Oktober: Dave Lambert, US-amerikanischer Jazzsänger (* 1917)
- 09. Oktober: Abraham Binder, US-amerikanischer Komponist (* 1895)
- 12. Oktober: Arthur Lourié, russischer Komponist (* 1891)
- 23. Oktober: Myrtle Hart, US-amerikanische Harfenistin (* 1877)
- 26. Oktober: Alma Cogan, englische Schlagersängerin (* 1932)

### November
- 01. November: Roland Foster, australischer Sänger und Musikpädagoge (* 1879)
- 01. November: Eva Garza, mexikanische Sängerin (* 1917)
- 01. November: Alexis Roland-Manuel, französischer Komponist und Musikkritiker (* 1891)
- 02. November: Mississippi John Hurt, Blues-Sänger und Gitarrist (* 1892)
- 13. November: Eduard Henneberger, Schweizer Pianist und Komponist (* 1895)
- 16. November: Wassil Boschinow, bulgarischer Komponist (* 1888)
- 18. November: Béla Tardos, ungarischer Komponist (* 1910)
- 25. November: Arnold Trowell, neuseeländischer Cellist, Komponist und Musikpädagoge (* 1887)
- 28. November: Vittorio Giannini, US-amerikanischer Komponist (* 1903)
- 29. November: Ernst-Otto Richter, deutscher Opernsänger (* 1896)

### Dezember
- 06. Dezember: Hermann Heiß, deutscher Komponist für Zwölftonmusik und Elektronische Musik (* 1897)
- 06. Dezember: Helene Winterstein-Kambersky, österreichische Sängerin und Erfinderin der wasserfesten Wimperntusche (* 1900)
- 09. Dezember: Juri Schaporin, russischer Komponist (* 1887)
- 09. Dezember: Ernst Schicketanz, deutscher Kapellmeister und Komponist (* 1890)
- 20. Dezember: Mert Plunkett, kanadischer Impresario und Komponist (* 1888)
- 26. Dezember: Noël Gallon, französischer Komponist und Kompositionslehrer (* 1891)
- 28. Dezember: Erwin Straus, österreichischer Komponist (* 1910)
- 31. Dezember: Michel Hirvy, kanadischer Pianist und Musikpädagoge (* 1900)

### Genaues Todesdatum unbekannt
- Gertrude Baby Cox, US-amerikanische Variete-Künstlerin und Jazzsängerin (* 1907)